# دیگر نمی‌توانی روی صحنه آن کار را بکنی، جلد ۱
«دیگر نمی‌توانی روی صحنه آن کار را بکنی، جلد ۱» (به انگلیسی: You Can't Do That on Stage Anymore, Vol. 1) آلبومی از هنرمند اهل ایالات متحده آمریکا فرانک زاپا است که در سال ۱۹۸۸ میلادی منتشر شد.